# 12 mars
Pour les articles homonymes, voir Douze-Mars.
12 février 12 avril
Chronologies thématiques
- Croisades
- Ferroviaires
- Sports
- Disney
- Anarchisme
- Catholicisme

Abréviations / Voir aussi
- (° 1852) = né en 1852
- († 1885) = mort en 1885
- a.s. = calendrier julien
- n.s. = calendrier grégorien
- Calendrier
- Calendrier perpétuel
- Liste de calendriers
- Naissances du jour

Le 12 mars est le 71e jour, moins souvent le 72e, de l'année du calendrier grégorien ; il en reste ensuite 294.
C'était généralement le 22e jour du mois de ventôse dans le calendrier républicain / révolutionnaire français, officiellement dénommé jour du persil.

## Événements

### VIesiècle

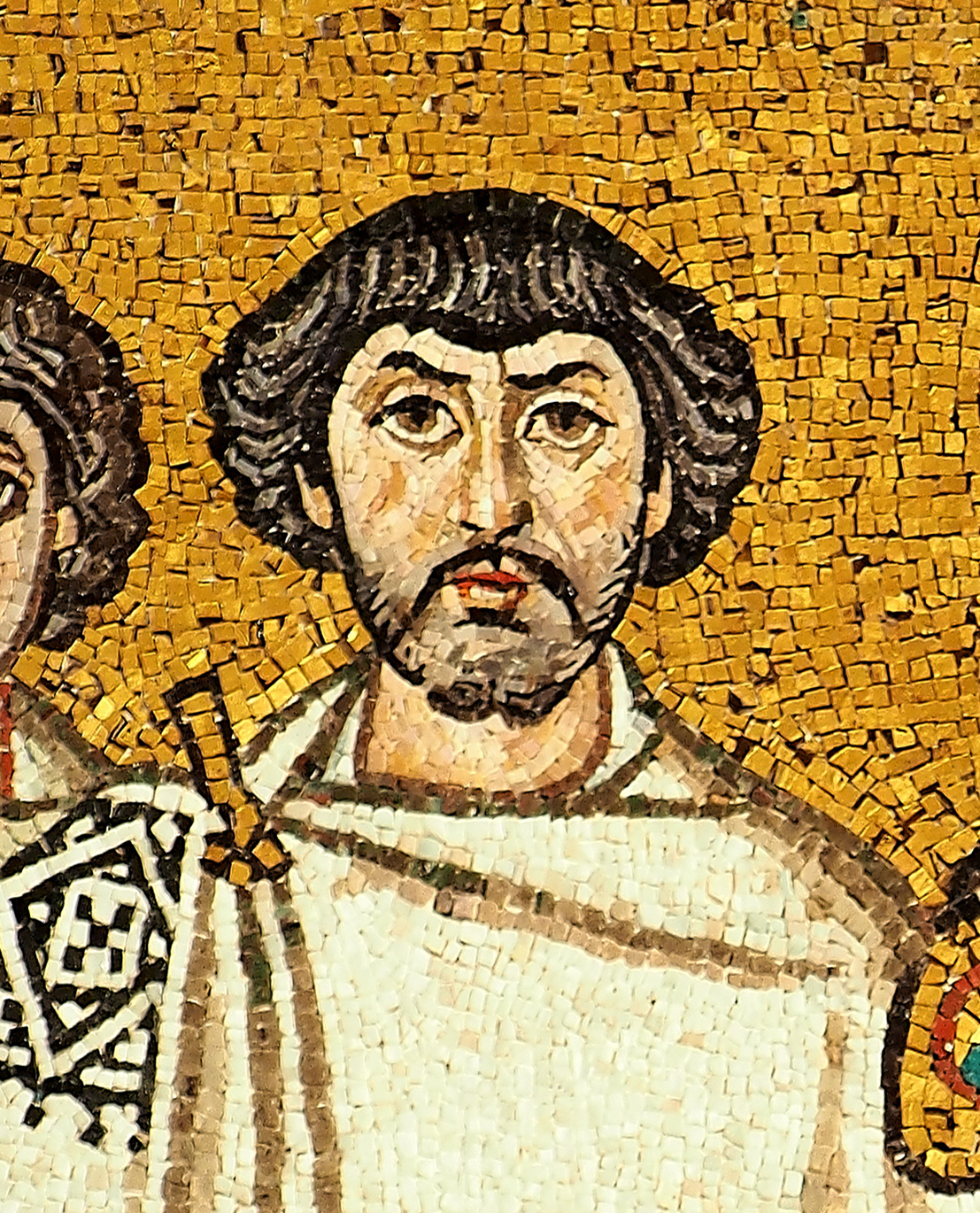
Le vainqueur en chef du siège de Rome Bélisaire

- 538 : Vitigès lève le siège de Rome (537-538) pendant la guerre des Goths (535-553).

### XIesiècle
- 1088 : élection et intronisation du pape Urbain II.

### XIIesiècle
- 1144 : élection et intronisation du pape Lucius II.

### XVesiècle
- 1470 : victoire d'Édouard IV de la Maison d'York à la bataille de Losecoat Field pendant la guerre des Deux-Roses.

### XVIesiècle

Représentation du siège de Maastricht

- 1535 : Francisco Pacheco fonde Portoviejo.
- 1558 : Ferdinand Ier est élu à Francfort, empereur romain germanique.
- 1579 : début du siège de Maastricht pendant la guerre de Quatre-Vingts Ans.

### XVIIesiècle
- 1689 : le Débarquement de Kinsale marque le début de la guerre de la Ligue d’Augsbourg en Irlande.

### XVIIIesiècle
- 1793 : bataille de Saint-Florent-le-Vieil et combat de Savenay, lors de la guerre de Vendée et de la révolte contre la levée en masse.
- 1794 : début de l'insurrection de Kościuszko.
- 1799 : l'Autriche déclare la guerre à la France.

### XIXesiècle
- 1811 : bataille de Redinha pendant la troisième invasion napoléonienne au Portugal.
- 1814 : entrée du duc d'Angoulême à Bordeaux.
- 1821 : Victor Emmanuel de Piémont abdique et désigne son frère, Charles Félix, comme successeur.
- 1840 : combat de Tem-Salmet qui oppose les troupes françaises aux troupes d'Abd el-Kader durant la conquête de l'Algérie par la France.

### XXesiècle
- 1913 : Canberra Day en Australie.
- 1921 : İstiklâl Marşı est adoptée comme hymne national de la république de Turquie.
- 1925 : à la mort de Sun Yat-sen, Tchang Kaï-chek lui succède à la tête du Guomindang.

Marche du sel

- 1930 : début de la « Marche du sel » de Gandhi.
- 1938 : invasion de l'Autriche par l'armée allemande (Anschluss).
- 1939 : intronisation du pape Pie XII.
- 1940 : signature du traité de Moscou entre la Finlande et l'Union soviétique.
- 1942 : la capitulation des Alliés marque la fin de l'invasion de Java.
- 1947 : Harry S. Truman présente au Congrès la doctrine Truman, comprenant l'Endiguement du communisme.
- 1950 : référendum en faveur du retour du roi des Belges Léopold III.
- 1966 : Soeharto devient président de la république d'Indonésie.
- 1968 : indépendance de l'Île Maurice.
- 1971 : coup d'État en Turquie.
- 1979 :
  - Luis Herrera Campins devient président du Venezuela.
  - naissance de l'ECU, unité de compte européenne, ancêtre de l'euro.
- 1992 : l'Île Maurice devient une république dans le Commonwealth britannique.
- 1993 : série d'attentats à la bombe à Bombay.
- 1999 : entrée de la Pologne, de la République tchèque et de la Hongrie dans l'OTAN.

### XXIesiècle
- 2003 : assassinat de Zoran Đinđić.
- 2004 : le parlement coréen vote la destitution du Président Roh Moo-hyun pour infraction au code électoral.
- 2009 : Bernard Madoff plaide coupable lors de son procès pour escroquerie.
- 2012 : résolution no 2040 du Conseil de sécurité des Nations unies, ayant pour sujet la situation en Libye.
- 2015 : l'Islande retire officiellement sa candidature à l'Union européenne.
- 2025 : au Belize, lors des élections législatives, le PUP du Premier ministre Johnny Briceño conserve sa large majorité[1].

## Arts, culture et religion
|                  |  |                 |
| Ignace de Loyola |  | François Xavier |

- 744 : consécration de la construction de l'abbaye de Fulda.
- 1365 : fondation de l'Université de Vienne.
- 1622 : Grégoire XV canonise Ignace de Loyola et François Xavier, fondateurs de la Société de Jésus.
- 1832 : création du ballet La Sylphide.
- 1994 : l'Église chrétienne anglicane ordonne ses premières femmes prêtresses[2].
- 2001 : 4 ans après leur premier album, Daft Punk sort Discovery, dont sont tirés les singles One More Time et Harder, Better, Faster, Stronger.
- 2012 : première du film Hunger games tiré de livres d’anticipation de la romancière Suzanne Collins se déroulant dans une Amérique du futur[2].
- 2016 : pour la première fois, un des meilleurs joueurs au monde de go est vaincu sur un match par un programme informatique, AlphaGo.
- 2023 : la 95e cérémonie des Oscars récompensant les films sortis en 2022 a lieu au Théâtre Dolby de Los Angeles, en Californie[3].

## Sciences et techniques
- 1936 : création du premier cristal de neige artificiel par le physicien japonais Ukichiro Nakaya.
- 2013 : le système de positionnement par satellite Galileo produit sa première position[4].
- 2025 : fin d'une parade planétaire[5],[6].

## Économie et société
- 2003 : l'Organisation mondiale de la santé (OMS) alerte sur le syndrome respiratoire aigu sévère lié à un coronavirus.
- 2019 : naufrage du cargo « ro-ro » italien Grande America à environ 333 km à l'ouest du littoral finistérien breton français.

## Naissances

### XIIIesiècle
- 1270 : Charles de Valois, prince français, descendant et collatéral cadet puis ascendant de rois de France capétiens directs puis Valois († 16 décembre 1325).

### XIVesiècle
- 1336 : Édouard de Gueldre, duc de Gueldre et comte de Zutphen († 22 août 1371).
- 1386 : Yoshimochi Ashikaga, shogun japonais († 3 février 1428).

### XVesiècle
- 1409 : Isabelle d'Urgell (1409-1459), duchesse de Coimbra et épouse de l'infant Pierre de Portugal († 17 septembre 1459).
- 1418 : Philippe II de Nassau-Weilbourg, fils de Philippe Ier de Nassau-Weilburg et de Élisabeth de Lorraine-Vaudémont († 19 mars 1492).
- 1476 : Anne Jagellon (duchesse), princesse polonaise de la dynastie Jagellon († 12 août 1503).
- 1479 : Julien de Médicis, duc de Nemours († 17 mars 1516).
- 1500 : Reginald Pole, archevêque de Cantorbéry, cardinal de l'Église catholique romaine († 17 novembre 1558).

### XVIesiècle
- 1501 : Pierandrea Mattioli, médecin et un botaniste italien († ~ 1578).
- 1515 : Caspar Othmayr, théologien et compositeur allemand († 4 février 1553).
- 1525 : Giuliano Gosellini, écrivain italien († 13 février 1587).
- 1543 : Antonio Archilei, chanteur, compositeur et luthiste italien († 1er janvier 1612).
- 1550 : Giulio Cesare Croce, écrivain, conteur, dramaturge et énigmographe italien († 1er janvier 1609).
- 1561 : Philippe Rogier, compositeur espagnol († 29 février 1596).
- 1573 : Agnès-Hedwige d'Anhalt, princesse d'Anhalt († 3 novembre 1616).
- 1584 : Miyamoto Musashi, maître bushi, philosophe et le plus célèbre escrimeur japonais († 19 juin 1645).
- 1586 : Jean Dolbeau, récollet canadien († 9 juin 1652).
- 1598 : Guillaume Colletet, poète français († 11 février 1659).

### XVIIesiècle
- 1607 : Paul Gerhardt, théologien luthérien et poète allemand († 27 mai 1676).
- 1613 : André Le Nôtre, jardinier et architecte paysager français († 15 septembre 1700).
- 1624 : Damien-Hartard de la Leyen, archevêque et prince-électeur de Mayence († 6 décembre 1678).
- 1626 :
  - John Aubrey, érudit et écrivain anglais († 7 juin 1697).
  - Jacques Frémin, religieux et missionnaire jésuite français († 20 juillet 1691).
- 1634 : Cornelis Kick, peintre néerlandais († 1681).
- 1637 : Anne Hyde, duchesse d'York, mère de deux reines, Marie II d'Angleterre et Anne de Grande-Bretagne († 31 mars 1671).
- 1647 : Victor-Maurice de Broglie, maréchal de France († 4 août 1727).
- 1648 : Charles de Sévigné, aristocrate et militaire français († 26 mars 1713).
- 1655 : Paule-Marguerite Françoise de Gondi, noble dame française d'origine italienne († 21 janvier 1716).
- 1660 : Sofia Anne Czarnkowska, aristocrate polonaise († 2 décembre 1701).
- 1664 : Maurice-Guillaume de Saxe-Zeitz, second et dernier duc de Saxe-Zeitz († 15 novembre 171).
- 1667 : Antoine Rivalz, peintre français († 11 décembre 1735).
- 1675 : Jean-François Boyer, prélat français († 20 août 1755).
- 1683 :
  - Alessandro Gregorio Capponi, archéologue italien († 21 septembre 1746).
  - John Theophilus Desaguliers, scientifique britannique († 29 février 1744).
- 1685 : George Berkeley, philosophe irlandais († 14 janvier 1753).
- 1700 : Filippo Acciajuoli, cardinal italien († 24 juillet 1766).

### XVIIIesiècle
- 1705 : Noël de Jourda, militaire français († 14 septembre 1788).
- 1739 : Josefa de los Dolores Peña y Lillo, religieuse et épistolière chilienne († août 1822 ou 1823).
- 1745 : Jean-Louis Bancal de Saint-Julien, militaire français († ?).
- 1746 : Nicolas Ponce, dessinateur, graveur de vignettes et d'estampes et écrivain français († 27 mars 1831)[7].
- 1748 : Antoine Joseph Delpierre, militaire français († 15 janvier 1808).
- 1753 : Jean-Denis Lanjuinais, juriste et homme politique français († 13 janvier 1827).
- 1764 : Louis Joseph Victor Jullien de Bidon, militaire français († 19 mai 1839).
- 1768 : Louis Pierre Delosme, militaire français († 29 septembre 1828).
- 1770 : Charles Balthazar Julien Févret de Saint-Memin, peintre français († 23 juin 1852).
- 1771 : Louis François Élie Pelletier, militaire français († 17 février 1854).
- 1781 : Frédérique de Bade, reine consort de Suède († 25 septembre 1826).
- 1784 : William Buckland, paléontologue et géologue britannique († 24 août 1856).
- 1788 : David d'Angers, statuaire français († 5 janvier 1856).
- 1795 : William Lyon Mackenzie, homme politique écossais-canadien († 28 août 1861)
- 1800 :
  - Antony Deschamps, poète français († 28 octobre 1869).
  - Louis-Prosper Gachard, archiviste, paléographe et historien belge d'origine française († 24 décembre 1885).

### XIXesiècle
- 1801 : Auguste Perdonnet, ingénieur suisse († 27 septembre 1867).
- 1803 : Guillaume de Félice, théologien abolitionniste savoisien († 23 octobre 1871).
- 1806 : Jane Pierce, première dame des États-Unis de 1853 à 1857 († 19 novembre 1834).
- 1812 : Joseph Prestwich, géologue britannique († 23 juin 1896).
- 1815 : Louis Jules Trochu, général de division et homme politique français († 7 octobre 1896).
- 1821 :
  - Luitpold de Bavière, régent et Héritier du Royaume de Bavière († 12 décembre 1912).
  - John Joseph Caldwell Abbott, Premier ministre du Canada de 1891 à 1892 († 30 octobre 1893).
- 1822 : Albert James Smith, homme politique canadien († 30 juin 1883).
- 1824 : Gustav Kirchhoff, physicien allemand († 17 octobre 1887).
- 1831 : Clement Studebaker (en), industriel américain († 27 novembre 1901).
- 1832 : Charles Cunningham Boycott, entrepreneur britannique († 19 juin 1897)
- 1835 : Simon Newcomb, astronome, économiste, mathématicien et statisticien américain († 11 juillet 1909).
- 1837 : Alexandre Guilmant, organiste français († 29 mars 1911).
- 1838 : William Henry Perkin, chimiste britannique († 14 juillet 1907).
- 1849 : Charles Pitou, poète français († 22 août 1927).
- 1851 : Charles Chamberland, biologiste et physicien français († 2 mai 1908).
- 1858 : Jean-Baptiste Chautard, homme d'Église français († 29 septembre 1935).
- 1863 : Gabriele D'Annunzio, homme de lettres italien († 1er mars 1938).
- 1866 : Léon Chagnaud, entrepreneur de travaux publics et homme politique français († 31 juillet 1930).
- 1867 : Paul Maryllis, poète, historien et naturaliste français 28 février 1929).
- 1871 :
  - Louis Genari, auteur-compositeur français de chansons niçoises († 1er janvier 1952).
  - François Stephanus Malan, homme politique sud-africain († 31 décembre 1941).
- 1875 : Paul Carton, médecin français († 20 octobre 1947).
- 1877 : Wilhelm Frick, homme politique allemand († 16 octobre 1946).
- 1878 : Gemma Galgani, sainte italienne († 11 avril 1903).
- 1879 : Charles Delestraint, militaire français († 19 avril 1945).
- 1886 : Leopoldine Konstantin, actrice autrichienne († 14 décembre 1965).
- 1888 :
  - Harry C. Ingles, militaire américain († 15 août 1976).
  - Hans Knappertsbusch, chef d'orchestre allemand († 25 octobre 1965).
  - Florence Lee, actrice américaine († 1er septembre 1962).
- 1889 :
  - Idris Ier, roi de Libye († 25 mai 1983).
  - Vaslav Nijinski, danseur russe († 8 avril 1950).
- 1894 : Victor Hamm, pilote français, pionnier de l'aéropostale († 27 février 1932).
- 1896 : Frederick C. Leonard, astronome américain († 23 juin 1960).

### XXesiècle
- 1902 : Jean Mineur, publicitaire français († 19 octobre 1985).
- 1905 : Takashi Shimura, acteur japonais († 11 février 1982).
- 1906 : John Arledge, acteur américain († 15 mai 1947).
- 1908 : Émile Maggi, athlète français († 19 avril 1986).
- 1909 : Alexandre Varille, égyptologue français († 1er novembre 1951).
- 1910 :
  - Masayoshi Ōhira, homme d’État japonais, premier ministre de 1978 à 1980 († 12 juin 1980).
  - László Lékai, prélat hongrois († 30 juin 1986).
- 1911 : 
  - Henri Crouzat, architecte français († 24 avril 1966).
  - Gustavo Díaz Ordaz, président mexicain († 15 juillet 1979).
  - Yette Jeandet, écrivaine française († 8 janvier 1999).
  - Manyi Kiss, actrice hongroise († 29 mars 1971).
  - Césarine Le Floc'h-Rosenberg, résistante française († 28 novembre 1991).
  - Joshua Meador, animateur, artiste d'effets spéciaux et réalisateur américain († 24 août 1965).
  - Edmund H. North, scénariste américain († 28 août 1990).
  - Stanley Bréhaut Ryerson, historien et militant politique canadien († 25 avril 1998).
- 1912 :
  - Jacques Beaudenom de Lamaze, officier des Forces françaises libres pendant la Seconde Guerre mondiale, Compagnon de la Libération († 11 juin 1942).
  - Ala Gertner, une des quatre femmes pendues dans le camp de concentration d'Auschwitz pour le rôle qu'elles ont joué dans la révolte du Sonderkommando le 7 octobre 1944 († 5 janvier 1945).
  - Irving Layton, poète canadien d’origine roumaine († 4 janvier 2006).
  - Paul Weston (en), pianiste, arrangeur, compositeur et chef d’orchestre américain († 20 septembre 1996).
- 1913 :
  - Max Leognany, graveur médailleur français († 11 février 1994).
  - Agathe von Trapp (en), chanteuse d’origine austro-hongroise issue d'une famille von Trapp († 28 décembre 2010).
- 1915 : René Rubin, as français de la Seconde Guerre mondiale († 11 juillet 2008).
- 1917 : Googie Withers, actrice britannique († 15 juillet 2011).
- 1918 : Pierre-Jean Vaillard, chansonnier, humoriste et acteur français († 17 février 1988).
- 1919 : Mike Stepovich, homme politique républicain américain († 14 février 2014).
- 1920 : Françoise d'Eaubonne, femme de lettres française († 3 août 2005).
- 1921 :
  - Gianni Agnelli, industriel italien († 24 janvier 2003).
  - Gordon MacRae, chanteur et acteur américain († 24 janvier 1986).
- 1922 : Jack Kerouac, écrivain américain († 21 octobre 1969).
- 1923 :
  - Ugo Attardi, peintre italien († 20 juillet 2006).
  - Walter M. Schirra, astronaute américain († 3 mai 2007).
- 1924 :
  - Claude-Gilles Gosselin, homme politique québécois († 18 août 2016).
  - Henri Rochon, joueur de tennis québécois († 5 février 2005).
- 1925 :
  - Martín Acosta y Lara, joueur uruguayen de basket-ball († 5 janvier 2005).
  - Louison Bobet, coureur cycliste français († 13 mars 1983).
  - Georges Delerue, musicien français († 20 mars 1992).
- 1928 : 
  - Thérèse Lavoie-Roux, femme politique québécoise († 31 janvier 2009).
  - Philip Mark Jones, trompettiste britannique († 17 janvier 2000).
- 1930 :
  - Bronco Horvath (en), hockeyeur professionnel canadien († 17 décembre 2019).
  - Vern Law (Vernon Sanders Law), lanceur de baseball américain.
  - Serge Marquand, homme de cinéma et de théâtre français († 4 septembre 2004).
  - Kurt Flasch, philosophe et historien allemand.
- 1933 : 
  - Barbara Feldon, actrice américaine.
  - Djabir Novruz, écrivain azéri († 12 décembre 2002).
- 1934 : Adolf Frohner, peintre autrichien († 24 janvier 2007).
- 1935 : Paul Marx, prélat français († 19 juin 2018).
- 1936 : 
  - Gilbert Chénier, acteur et chanteur canadien († 20 septembre 1975).
  - Patrick Procktor, peintre britannique († 23 août 2003).
- 1937 : Zoltán Horváth, escrimeur hongrois, champion olympique.
- 1938 : Johnny Rutherford, pilote de course automobile américain.
- 1940 : Al Jarreau (Alwin Lopez Jarreau dit), chanteur américain († 12 février 2017).
- 1941 :
  - Claude Quittet, footballeur français.
  - Josip Skoblar, footballeur croate.
- 1942 :
  - Henri Cuq, homme politique français († 11 juin 2010).
  - Ratko Mladić, militaire serbe poursuivi devant le Tribunal pénal international de La Haye pour crimes en ex-Yougoslavie.
- 1944 :
  - Catherine Binet, cinéaste française († 20 février 2006).
  - Reinhard F. Stocker, biologiste suisse.
- 1945 :
  - Claude Goasguen, homme politique français ancien parlementaire et maire du 16e arrondissement de Paris († 28 mai 2020).
  - Sammy Gravano, mafieux américain.
  - Jim Sharman, réalisateur australien.
- 1946 :
  - Michel Guérin, écrivain et philosophe français.
  - Liza Minnelli, chanteuse, danseuse et actrice américaine.
  - Gérard Surugue, acteur et doublure vocale français(e).
  - Serge Turgeon, homme de théâtre canadien († 18 mai 2004).
  - Frank Welker, acteur américain.
- 1947 :
  - Aldo Arencibia, coureur cycliste cubain.
  - Mitt Romney, homme politique américain mormon et républicain, adversaire de Barack Obama lors de l'élection présidentielle américaine de 2016, opposant à Donald Trump en interne à leur parti.
- 1948 :
  - Les Holroyd, musicien britannique fondateur du groupe Barclay James Harvest.
  - James Vernon Taylor, chanteur américain.
- 1949 :
  - Rob Cohen (Robert “Rob” Cohen dit), réalisateur, producteur et scénariste américain.
  - Michael George « Mike » Gibbins, musicien britannique, batteur du groupe Badfinger († 4 octobre 2005).
- 1950 : Jon Provost, acteur américain.
- 1951 :
  - Jack Green, guitariste et chanteur écossais.
  - Afarin Obeysi, actrice iranienne.
  - Pierre-Raymond Villemiane, coureur cycliste français.
- 1952 : André Comte-Sponville, philosophe français.
- 1953 :
  - Ron Jeremy, homme de cinéma américain.
  - Nelson Monfort, homme de télévision français, journaliste sportif commentateur (patinage artistique).
- 1954 : Anish Kapoor, plasticien contemporain britannique d'origine indienne.
- 1955 :
  - Nicole Léger, femme politique canadienne.
  - Martín García Moritán, avocat et diplomate argentin.
  - Thione Seck, chanteur sénégalais († 14 mars 2021).
- 1956 :
  - Steve Harris, bassiste britannique, meneur du groupe Iron Maiden.
  - Dale Murphy, joueur de baseball américain.
- 1957 :
  - Patrick Battiston, footballeur international français.
  - Marlon Jackson, chanteur américain de la troupe familiale des Jackson Five.
- 1959 : Luenell Campbell, actrice américaine.
- 1960 :
  - Jean-Pierre Bertolino, footballeur français.
  - Didier Cherbuy, comédien français.
  - Kipp Lennon, musicien américain, chanteur et guitariste du groupe Venice.
- 1961 :
  - Joseph Facal, homme politique et chroniqueur québécois.
  - Vibeke Tøjner, artiste peintre danoise.
  - Titus Welliver, acteur américain.
- 1962 :
  - Andreas Köpke, footballeur allemand.
  - Aliaksandr Patashou, athlète biélorusse ayant concouru pour l'Union soviétique, spécialiste de la marche athlétique.
  - Darryl Strawberry, joueur de baseball américain.
  - Marcello Bartalini, coureur cycliste italien, champion olympique.
- 1963 :
  - John Andretti, pilote automobile américain.
  - Sharon Buchanan, joueuse australienne de hockey sur gazon.
  - Julia Campbell, actrice américaine.
  - Candy Costie, nageuse synchronisée américaine.
  - Joaquim Cruz, athlète brésilien, pratiquant le 800 mètres.
  - Patricia Robertson, aspirante astronaute américaine († 24 mai 2001).
  - Willi Schneider, skeletonneur allemand.
  - Maïmouna Sidibé, syndicaliste et douanière guinéenne.
- 1964 :
  - Kym Carter, athlète américaine, pratiquant l'heptathlon et le pentathlon.
  - Dieter Eckstein, footballeur allemand.
- 1966 : Dominique Lemoine, footballeur belge.
- 1967 : Julio César Dely Valdes, footballeur panaméen.
- 1968 :
  - Karen Connelly, poétesse et romancière canadienne.
  - Aaron Eckhart, acteur américain.
  - Jean-Vincent Placé, homme politique français.
- 1970 : 
  - Wayne McGregor, danseur et chorégraphe britannique.
  - Dave Eggers, écrivain et scénariste américain.
- 1971 : 
  - Magali Baton, judokate française.
  - Luis Galarreta, homme politique péruvien.
- 1972 : Isabelle Ciaravola, danseuse française.
- 1973 :
  - Annie Dufresne, actrice et chanteuse québécoise.
  - Léonora Miano, autrice camerounaise d'expression française.
- 1975 :
  - Séverine Clair, chanteuse et animatrice française.
  - Valérie Nicolas, joueuse française de handball.
  - Kristine Roug, navigatrice danoise, championne olympique.
- 1976 :
  - Andreas Erm, athlète allemand spécialiste des épreuves de marche athlétique.
  - Herman Li, musicien chinois guitariste du groupe DragonForce.
  - Luis Vilches, matador espagnol.
  - Zhao Wei (趙薇 en chinois traditionnel, 赵薇 en chinois simplifié, Zhào Wēi en pinyin, dite parfois Vicki Zhao), actrice, chanteuse, réalisatrice et productrice chinoise censurée par le régime de Xi Jinping en 2021.
- 1977 :
  - Camille Anderson, actrice américaine.
  - Michelle Burgher, athlète jamaïquaine spécialiste du 400 mètres et du 400 mètres haies.
- 1978 :
  - Daniel Becke, coureur cycliste allemand, champion olympique.
  - Marco Ferreira, footballeur portugais.
  - Shea Ralph, joueuse puis entraîneuse américaine de basket-ball.
- 1979 :
  - Pete Doherty, musicien britannique, chanteur et guitariste du groupe Babyshambles.
  - Gerard López Segú, footballeur espagnol.
  - Tim Wieskötter, kayakiste allemand.
  - Liu Xuan, gymnaste chinoise, championne olympique.
- 1980 : Olga Sokolow, actrice française († 13 mars 2018).
- 1981 :
  - Xavier Daramy, joueur de hockey sur glace français.
  - Kenta Kobayashi, catcheur japonais.
  - Moses McCormick, Youtubeur américain († 4 mars 2021).
  - Katarina Srebotnik, joueuse de tennis slovène.
- 1982 :
  - Amy LePeilbet, footballeuse américaine.
  - Hisato Satō, footballeur japonais.
- 1983 :
  - Fatah Gharbi, footballeur international tunisien.
  - Marisol González, actrice mexicaine.
  - Mikko Koivu, joueur de hockey sur glace finlandais.
  - Maakan Tounkara, handballeuse française.
- 1984 :
  - Jaimie Alexander, actrice américaine.
  - Frankie de la Cruz, lanceur dominicain de baseball († 14 mars 2021).
- 1985 :
  - Manoël Dall'igna, joueur de rugby à XV et de rugby à VII français.
  - Stromae (Paul Van Haver dit), auteur-compositeur et interprète belge.
  - Binnaz Uslu, athlète turque spécialiste du fond et du 3 000 mètres steeple.
- 1986 :
  - Martynas Andriuškevičius, basketteur lituanien.
  - Ali Guerraoui, joueur de rugby à XV international algérien.
  - Danny Jones, chanteur et guitariste britannique.
  - Ben Offereins, athlète australien spécialiste du 400 mètres.
- 1987 :
  - Cylia, chanteuse française d'origine ivoirienne.
  - Jessica Hardy, nageuse américaine.
  - Max Kouguère, basketteur centrafricain.
- 1988 :
  - Sebastian Brendel, céiste allemand.
  - Maryna Pautar, kayakiste biélorusse.
  - Kóstas Mítroglou, footballeur grec
- 1989 :
  - Tyler Clary, nageur américain.
  - Ievgueni Dadonov, hockeyeur russe.
  - Nathan Haas, cycliste sur route australien.
- 1990 :
  - Mylène St-Sauveur, actrice québécoise.
  - Houcine Zidoune, footballeur marocain.
  - Jesper Asselman, coureur cycliste néerlandais.
- 1991 : Felix Kroos, footballeur allemand.
- 1992 : Jordan Ferri, footballeur français.
- 1993 : Ahmet Örken, coureur cycliste turc.
- 1994 :
  - Boris Dallo, basketteur français.
  - Jerami Grant, basketteur américain.
  - Christina Grimmie, chanteuse américaine († 10 juin 2016).
  - Nans Peters, coureur cycliste français.
  - Carlos Ramírez, coureur cycliste colombien.
  - Tyler Patrick Jones, acteur américain.
- 1995 :
  - Francesca Pattaro, coureuse cycliste italienne.
  - Kanon Fukuda, chanteuse, seiyū et idole japonaise.
- 1996 :
  - Serhou Guirassy, footballeur français.
  - Robert Murić, footballeur croate.
  - Adrien Garel, coureur cycliste français.
- 1997 :
  - Allan Saint-Maximin, footballeur français
  - Nassim Hnid, footballeur tunisien.
  - Nils Verkooijen, acteur néerlandais.
  - Hanne Maudens, athlète belge.
- 1998 : Carsen Edwards, joueur américain de basket-ball
- 1999 :
  - Sakura Oda, chanteuse et idole japonaise.
  - Dilshodbek Ruzmetov, boxeur ouzbek.
  - Manon Stragier, joueuse de volley-ball belge.
  - Brandon Servania, footballeur américain.
- 2000 :
  - Andy Pelmard, footballeur français.
  - Benjamin Hvidt, footballeur danois.
  - Alessandro Plizzari, footballeur italien.

### XXIesiècle
- 2001 : Eva (Eva Garnier dite), chanteuse française.
- 2003 : Malina Weissman, actrice et mannequin américaine.

## Décès

### IIIesiècle
- Vers 295 et vers cette date du 12 courant : Maximilien de Theveste (Maximilianus en latin), jeune numide chrétien mort martyr décapité pour avoir refusé par convictions de servir dans l'armée romaine d'occupation de son pays, premier objecteur de conscience connu de l'histoire (° v. 274, saint ci-après).

### VIIesiècle
- 604 : Grégoire Ier, 64e pape de septembre 590 à sa mort, promoteur du chant grégorien, saint (au moins à célébrations et dictons ci-après, ° v. 540).

### XIIIesiècle
- 1209 : Nizami, poète et écrivain azerbaïdjanais (° 1141).
- 1229 : Blanche de Navarre, comtesse puis régente de Champagne (°1177)

### XVesiècle
- 1445 : Jean Jacques de Montferrat, marquis de Montferrat (° 23 mars 1395).
- 1447 : Shah Rukh, dirigeant mongol timouride (° 1377).
- 1457 : Jacques Jouvenel des Ursins, prélat français (°1410).

### XVIesiècle
- 1507 : César Borgia, prince italien (° 13 septembre 1475).
- 1563 : Symphorien de Durfort, seigneur de Duras et de Rauzan, colonel des légionnaires de Guyenne (° vers 1523).

### XVIIesiècle
- 1628 : John Bull, compositeur anglais (°C. 1562).
- 1648 : Tirso de Molina, écrivain espagnol (° 24 mars 1583).
- 1653 : Gillis Peeters I, peintre flamand (° 12 janvier 1612).
- 1681 : Frans van Mieris l'Ancien, peintre néerlandais (° 16 avril 1635).

### XVIIIesiècle
- 1734 : Antonius Schultingh, juriste et professeur d'université néerlandais (° 23 juillet 1659).
- 1749 : Alessandro Magnasco, peintre italien rococo de l'école génoise (° 4 février 1667).
- 1761 : Pierre-François Godard de Beauchamps, homme de lettres français (° 1689).
- 1790 : William Grayson, avocat, soldat et homme politique américain (° v. 1740).

### XIXesiècle
- 1808 : Jean Gaspard de Vence, corsaire et amiral français (° 6 avril 1747).
- 1834 : Karl Wilhelm Feuerbach, géomètre allemand (° 30 mai 1800).
- 1844 : François-Louis Dejuinne, peintre d'histoire et de genre (° vers 1784).
- 1846 : Bonaventure Panet, homme politique canadien (° 27 juillet 1765).
- 1853 : Mathieu Orfila, médecin et chimiste français d'origine espagnole (° 24 avril 1787).
- 1857 : Léonard Dusillet, littérateur, un journaliste et un homme politique français (° 14 octobre 1769).
- 1860 : Soliman Pacha né Joseph Seve, officier français de l'Empire passé par la suite au service de l'Égypte de Méhémet Ali (° 17 mai 1788).
- 1864 : Maurice-Poivre Bureaux de Pusy, militaire et homme politique français (° 22 juin 1799).
- 1881 : Adolphe Pelleport, poète et un journaliste français (° 24 janvier 1842).
- 1885 : Jean-Baptiste Messager, peintre français (° 1812).
- 1886 :
  - Alfred Frédéric Philippe Auguste Napoléon Ameil, général français (° 8 novembre 1810).
  - Joseph de Riquet de Caraman, homme politique belge (° 20 août 1808).
- 1892 : Léon Lalanne, ingénieur et homme politique français (° 3 juillet 1811).
- 1898 : Zacharias Topelius, écrivain finlandais de langue suédoise (° 14 janvier 1818).

### XXesiècle
- 1904 : Charles de La Monneraye, militaire et homme politique français (° 3 février 1812).
- 1914 : George Westinghouse, ingénieur, inventeur et industriel américain (° 6 octobre 1846).
- 1916 : Julien Davignon, homme politique belge (° 3 décembre 1854).
- 1925 : Sun Yat-sen, homme d'État chinois (° 12 novembre 1866).
- 1927 : 
  - Georges Docquois, romancier, dramaturge, scénariste et poète français (° 21 juin 1863).
  - Antoine Beaudemoulin, général de division français (° 3 avril 1857).
- 1929 : Asa Griggs Candler, homme d'affaires américain (° 30 décembre 1851).
- 1930 :
  - William George Barker, as de l’aviation canadienne de la Première Guerre mondiale (° 3 novembre 1894).
  - Alois Jirásek, écrivain tchèque (° 23 août 1851).
- 1932 : Ivar Kreuger, homme d'affaires suédois (° 2 mars 1880).
- 1937 :
  - Jenő Hubay (Eugen Huber dit), violoniste, compositeur et professeur de musique hongrois (° 15 septembre 1858).
  - Charles-Marie Widor, musicien français (° 21 février 1844).
- 1939 : Josef Chlumsky, phonéticien français (° 23 janvier 1871).
- 1940 : Louis Orione, prêtre catholique italien, béatifié en 1980 et canonisé en 2004 (° 23 juin 1872).
- 1941 : Nikolaus von Wallwitz, diplomate allemand (° 5 décembre 1852).
- 1942 : Robert Bosch, ingénieur et industriel allemand (° 23 septembre 1861).
- 1943 : Gustav Vigeland, sculpteur norvégien (° 11 avril 1869).
- 1945 : Anne Frank, adolescente juive néerlandaise, connue pour son journal (° 12 juin 1929).
- 1946 : Ferenc Szálasi, homme politique hongrois (° 6 janvier 1897).
- 1948 : Alfred Lacroix, minéralogiste et géologue français (° 4 février 1863).
- 1949 : Valentine Grant, actrice américaine, de la période du muet (° 14 février 1881)
- 1951 :
  - Alfred Hugenberg, affairiste et politicien allemand (° 19 juin 1865).
  - Vincent Inizan, homme politique français (° 18 avril 1869).
- 1955 : Charlie Parker, musicien américain (° 29 août 1920).
- 1958 : 
  - Bill Barnard, homme politique néo-zélandais (° 29 janvier 1886).
  - princesse Ingeborg de Danemark, épouse de Carl de Suède, mère de la reine Astrid de Belgique (° 2 août 1878).
- 1969 :
  - Fernand Gonder, athlète français (° 12 juin 1883).
  - André Salmon, écrivain français (° 4 octobre 1881).
- 1971 : Eugene Lindsay Opie, médecin et pathologiste américain (° 5 juillet 1873).
- 1972 : Théodora de Saxe-Meiningen, Grande-Duchesse de Saxe-Weimar-Eisenach (° 29 mai 1890).
- 1973 : Marcel Desprets, escrimeur français, champion olympique en 1948 (° 19 août 1906).
- 1976 : Charles Goulet, chef de chœur, professeur et administrateur québécois (° 4 avril 1902).
- 1977 : Rutilio Grande, prêtre jésuite, Manuel Solórzano et Nelson Rutilio Lemus, laïcs chrétiens, tous trois martyrs et bienheureux (° 5 juillet 1928).
- 1978 : John Cazale, acteur américain (° 12 août 1935).
- 1985 :
  - Lodovico De Filippis, joueur de football italien (° 22 décembre 1915).
  - Alfred Eluère, joueur et dirigeant français de rugby à XV (° 28 juillet 1893).
  - Jules Hyvrard, homme politique français (° 8 février 1900).
  - Eugene Ormandy, chef d'orchestre et violoniste américain (° 18 novembre 1899).
- 1988 : Karen Steele, actrice et mannequin américaine (° 20 mars 1931).
- 1989 : Maurice Evans, acteur britannique (° 3 juin 1901).
- 1990 :
  - Philippe Soupault, poète et écrivain français (° 2 août 1897).
  - Adolphe Touffait, footballeur professionnel et magistrat français (° 29 mars 1907).
- 1991 :
  - Étienne Decroux, acteur français (° 19 juillet 1898).
  - Ragnar Granit, neuroscientifique finlandais, prix Nobel de physiologie ou médecine 1967 (° 30 octobre 1900).
- 1998 : Louis Lévesque, évêque québécois (° 27 mai 1908).
- 1999 : Yehudi Menuhin, musicien et chef d'orchestre américain (° 22 avril 1916).
- 2000 : Ignatius Kung Pin-mei, prélat chinois, doyen des cardinaux (° 2 août 1901).

### XXIesiècle
- 2001 : 
  - Guy Le Coniac de La Longrays, officier, compagnon de la Libération (° 23 octobre 1919).
  - Robert Ludlum, écrivain américain (° 25 mai 1927).
- 2002 :
  - Louis-Marie Billé, prélat français (° 18 février 1938).
  - Spyros Kyprianou, homme politique chypriote (° 28 octobre 1932).
  - Jean-Paul Riopelle, peintre canadien (° 7 octobre 1923).
- 2003 :
  - Zoran Đinđić, Premier ministre serbe (° 1er août 1952).
  - Howard Fast, écrivain américain (° 11 novembre 1914).
  - Andrei Kivilev, coureur cycliste kazakh (° 21 septembre 1973).
  - Lynne Thigpen, actrice américaine (° 22 décembre 1948).
- 2005 :
  - Norbert Callens, cycliste belge (° 22 juin 1924).
  - Jean-Pierre Genet, coureur cycliste français (° 24 octobre 1940).
- 2006 : Jonatan Johansson, snowboardeur suédois (° 7 septembre 1980).
- 2007 :
  - Yves-Marie Duval, latiniste et théologien français (° 5 septembre 1934).
  - René Hüssy, footballeur suisse (° 19 octobre 1928).
  - Antonio Ortiz Mena, homme politique mexicain (° 16 avril 1907).
- 2008 :
  - Károly Németh, président de la république de Hongrie (° 14 décembre 1922).
  - Lazare Ponticelli, dernier poilu français (° 7 décembre 1897).
- 2009 :
  - Pierre Bourgeade, homme de lettres français (° 7 novembre 1927).
  - Yann Brekilien, écrivain, historien et magistrat français (° 11 décembre 1920).
- 2010 :
  - Miguel Delibes, écrivain espagnol (° 17 octobre 1920).
  - René Rougerie, éditeur français (° 5 janvier 1926).
- 2011 :
  - Olive Dickason, historienne canadienne (° 6 mars 1920).
  - Joe Morello, batteur de jazz américain (° 17 juillet 1928).
  - Tawfik Toubi, homme politique israélien (° 11 mai 1922).
- 2012 :
  - Friedhelm «Timo» Konietzka, footballeur puis entraîneur allemand (° 2 août 1938).
  - Madeleine Parent, syndicaliste et féministe québécoise (° 23 juin 1918).
- 2013 : Teresa Mattei, militante, féministe et politicienne italienne (° 1er février 1921).
- 2015 :
  - Ada Jafri, poétesse pakistanaise (° 22 août 1924).
  - Terry Pratchett, écrivain britannique (° 28 avril 1948).
- 2017 : Jean-Claude Sachot, acteur français (° 25 mai 1943).
- 2018 : Olly Wilson, compositeur, pianiste, contrebassiste et musicologue américain (° 7 septembre 1937).
- 2019 : Claude Champaud, juriste, universitaire et homme politique breton candidat à la mairie de Rennes (° 22 janvier 1929).
- 2020 : Tonie Marshall, actrice et cinéaste franco-américaine (° 29 novembre 1951).
- 2021 :
  - Gérard Aygoui, footballeur français (° 5 octobre 1936).
  - Fatima Aziz, médecin et femme politique afghane (° 1973)
  - Ronald DeFeo Jr., criminel américain (° 26 septembre 1951).
  - Rafik El Kamel, peintre tunisien (° 4 juin 1944).
  - Ferdinand Hartzenberg, homme politique d'Afrique du Sud (° 8 janvier 1936).
  - Andrew Majda, mathématicien américain (° 30 janvier 1949).
  - Ivo Trumbić, poloïste puis entraîneur yougoslave, croate et ensuite néerlandais, médaillé d'argent en 1964 et champion olympique en 1968 (° 2 avril 1935).
  - Bob Walkup, homme politique américain (° 14 novembre 1936).
  - Goodwill Zwelithini kaBhekuzulu, roi zoulou sud-africain (° 14 juillet 1948).
- 2022 : 
  - Gary Gresdal, hockeyeur sur glace canadien (° 15 janvier 1947).
  - Pentti Karvonen, athlète de courses de fond finlandais (° 15 août 1931).
  - Alain Krivine, homme politique français d'extrême-gauche (° 10 juillet 1941).
  - Karl Auguste Offmann, homme d'État mauricien (° 25 novembre 1940).
  - Pete St. John, chanteur-compositeur-interprète irlandais (° 31 janvier 1932).
  - Jessica Williams, pianiste et organiste de jazz américaine (° 17 mars 1948).
- 2023 : 
  - Alphonse Beni, acteur et réalisateur camerounais (° ? 1946).
  - Isabel Colegate, romancière britannique (° 10 septembre 1931).
  - Rolly Crump, animateur et imagineer américain (° 27 septembre 1930).
  - Susan Cunliffe-Lister, noble britannique et ancienne athlète de haut niveau (° 14 avril 1935).
  - Dick Fosbury, athlète de saut en hauteur américain (° 6 mars 1947).
  - Alf Hiltebeitel, indianiste et chercheur en sciences humaines américain (° 10 avril 1942).
  - Léonide Kameneff, instituteur devenu psychologue français (° 13 janvier 1937).
  - Marek Kopelent, compositeur tchèque (° 28 avril 1932).
  - Jaume Medina, philologue, latiniste, écrivain, traducteur et poète espagnol (° 6 avril 1949).
  - Dragoslav Mihailović, écrivain serbe (° 17 novembre 1930).
  - Felton Spencer, joueur de basket-ball américain (° 15 janvier 1968).
  - Els Van den Bogaert-Ceulemans, femme politique belge (° 25 mars 1930).
  - Jiang Yanyong, médecin chinois (° 4 octobre 1931).
- 2024 : Horace Lanfranchi, homme politique français (° 7 novembre 1935).
- 2025 : 
  - Michel Arrignon, clarinettiste français (° 1948).
  - Oliver Miller, basketteur américain (° 6 avril 1970).
  - Jean-François Téaldi, personnalité politique et journaliste français (° 14 février 1952).
  - Witold-K, peintre et sculpteur américano-polonais (° 15 mai 1932).

## Célébrations

### Internationale
- Journée mondiale contre la cybercensure à l'initiative de Reporters sans frontières[8].

### Nationales
- Argentine : día del escudo nacional[9] / jour de l'écu national.
- États-Unis : Girl Scout Birthday (en)[10] / journée du scoutisme féminin (jeannettisme ?).
- Îles Féroé (Europe) : Grækarismessa (messe de saint Grégoire) correspondant au retour de l'huîtrier pie, oiseau national de l'archipel des Féroé, selon biologie et tradition.
- Mythologie lettone (Lettonie) : Jurģu diena (jour de Grégoire) comme aux Féroé plus haut, ancienne fête mineure équivalant au jour de la marmotte par exemple (2 février).
- Maurice : national day (fête nationale) commémorant l'accession à l'indépendance politique vis-à-vis du Royaume-Uni en 1968.
- République du Jämtland (Suède) : fête "nationale".
- Taïwan, Hong-Kong ou Chine continentale : jour de l'arbre[11].
- Zambie : youth day (jour de la jeunesse)[12],[13] (voir aussi 14 avril en Angola, 16 juin au 12 août en Afrique du sud voire d' autres États de l'Union africaine).

### Religieuse
- Bahaïsme : onzième jour du mois de l'élévation  (‘alá’') consacré au jeûne, dans le calendrier badí‘.

### Saints des Églises chrétiennes

#### Saints catholiques et orthodoxes du jour
Saints catholiques et orthodoxes du jour :
- Ælfheah ou Alphège († 951), évêque de Winchester.
- Grégoire Ier, 64e pape (° v. 540, † 12 mars 604), autre saint-Grégoire les 3 septembre).
- Innocent Ier († 417), 40e pape de 401 à 417.
- Maximilien de Theveste, Thébeste ou Tebessa († vers le 12 martius vers 295 ci-avant), martyr à Théveste en Numidie (entre Tunisie et Algérie du nord actuelles alors en partie romanisées), possible saint(-)patron des objecteurs de conscience.
- Migdoine et Mardoine († 303), martyrs à Nicomédie.
- Mura Mac-Federach († v. 645), moine.
- Pierre, Dorothée et Gorgon († 303), officiers de l'empereur, martyrs à Nicomédie aussi.
- Paul Aurélien († 572), 1er évêque de Léon en Bretagne armoricaine.
- Syméon le Nouveau Théologien († 1022), moine.
- Théophane le Confesseur († 818), abbé à Samothrace.

#### Saints et bienheureux catholiques du jour
Saints et bienheureux catholiques du jour :
- Angèle Salawa († 1922), bienheureuse vierge du tiers-ordre franciscain polonaise.
- Bernard de Carinola (it) († 1109), évêque de Carinola.
- Denis le Chartreux († 1471), bienheureux moine et mystique.
- Fina de San Geminiano († 1253), bienheureuse laïque italienne.
- Jérôme Gherarducci (it) († 1350), bienheureux religieux augustin italien.
- Joseph Zhang Dapeng († 1815), père de famille, catéchiste martyr à Guiyang.
- Justine Bezzoli († 1319), bienheureuse bénédictine italienne (7 octobre, plus anciennement)
- Louis Orione († 1940), prêtre italien et fondateur de plusieurs instituts religieux.
- Rustique de Vallombreuse († 1092), moine.
- Rutilio Grande García et ses 2 compagnons († 1977), bienheureux martyrs du Salvador.

#### Saints orthodoxes du jour (aux dates parfois"juliennes"/ orientales)
Saints orthodoxes du jour :
- Dimitri († 1289), Dimitri le Sacrifié, roi de Géorgie.

### Prénoms du jour
Bonne fête aux Justine et ses variantes : Justina, Justyna/-e, etc. (et 7 octobre).
Et aussi aux
- Bodmaël et ses variantes : Bothmael, Bothmaël, Bodvaël, etc.
- Fina et ses variantes : Fine, Finette, etc.
- Maximilien et ses variantes : Massimiliano/a, Maximilian, Maximiliane, Maximiliana/o, Maximilianos, Maximilianus, Maximilienne, etc. (voire à d'autres dates de saints-Maximilien, -Maxime, etc.).
- Pol et ses variantes et composés : Paol, Polina/-e, Paul-Aurélien, Polig, etc. (transcription bretonne fréquente du prénom Paul, voir 29 juin, saint(e)(s)-Paul(ine/-e) en janvier, etc.).
- Théophane et ses variantes : Théophanée, Théophania, Théophanie, Théophano, etc. Cf. aussi les Tiphaine, Tyfenn et autres variantes des théophanies lato sensu (Epiphanies, baptême du Christ, Transfigurations des 6 août, etc.).

## Traditions et superstitions

### Dictons
- « À la saint-Grégoire, tailler sa vigne, c'est de l'or. »[16]
- « Censiers, si vous voulez m'en croire, tondez vos moutons à la saint-Grégoire. »[17]
- « De Saint Jean-de-Dieu (8 mars) à [la présente] saint-Grégoire, vents et giboulées font notre désespoir. »[16]
- « Le jour de saint-Pol, l'hiver se rompt le col. »[18]
- « S'il pleut ou vente le 12 mars, il pleuvra ou ventera pendant 40 jours. »[réf. nécessaire]

### Astrologie
- Signe du zodiaque : 22e jour du signe astrologique des Poissons (23e en cas d'année bissextile).